# El sueño (pintura)
El sueño, también llamado Desnudo de Indu o Desnudo de Indira, es un óleo sobre lienzo de Amrita Sher-Gil, terminado en 1933 y conservado en la Galería Nacional de Arte Moderno de Nueva Delhi. Representa una vista desde arriba de la hermana menor de Sher-Gil, Indira, desnuda y acostada en diagonal sobre una sábana blanca, con el brazo izquierdo levantado y el dorso de la mano descansando contra la cabeza ladeada. Justo debajo del brazo hay un chal con un dragón chino estampado que parece copiar el flujo de su cabello y las curvas de su cuerpo.
Sher-Gil creó la obra en 1932 en París, mientras también pintaba una vista desde lo alto de Notre-Dame. Casi se vendió a Nawab Salar Jung y posteriormente se exhibió en su exposición individual en el Hotel Faletti en Lahore, India británica, en 1937. En 1940, la pintura fue una de las seis obras suyas expuestas en la Exposición de Amritsar de la Academia India de Bellas Artes. En 2007 se mostró en la Tate Gallery de Londres.

## Origen y composición
La obra representa a su hermana menor Indira.  En una carta a su madre fechada en junio de 1932 y traducida del húngaro, la artista se describe a sí misma como una adicta al trabajo que pinta una vista desde lo alto de Notre-Dame de París durante el día y El sueño toda la tarde. Escribió: 
"Estos días estoy pintando una vista desde lo alto de Notre Dame... Desde las 6 de la tarde hasta que hay luz estoy pintando un desnudo de Indu. Verás, trabajo como un loco, sin tiempo ni para pensar".
La pintura muestra una vista de Indira desde arriba. Está acostada totalmente desnuda y en diagonal, sobre una sábana blanca, con el brazo izquierdo levantado.  Justo debajo del brazo hay un chal con un dragón chino estampado que parece copiar el flujo de su cabello y las curvas de su cuerpo.  

## Exposiciones y ventas
En diciembre de 1936, la pintura se exhibió en la sala de exposiciones Public Gardens, de Hyderabad.  Allí, el rico coleccionista de arte, Nawab Salar Jung, solicitó que se la entregaran, junto con Tres chicas (1935).  Con la esperanza de comprarlo, Sher-Gil también le envió Los aldeanos y alargó su visita.  En enero de 1937, le escribió a Indira que "podría haber vendido tu desnudo y el grupo de chicas jóvenes al Nawab Salar Jung, después del Nizam, el hombre más rico de Hyderabad, si yo fuera una aduladora".  Sin embargo, después de conservarlos durante varios días, el Nawab devolvió las pinturas, comentando que "no le servían para nada estos cuadros cubistas [ sic ]". 
La pintura era la número 17 de las 33 obras de Sher-Gil expuestas en su exposición individual en el Hotel Faletti en Lahore, India británica, celebrada del 21 al 27 de noviembre de 1937.  Allí, tenía un precio de ₹ 1000, pero no se vendió.  Escribiendo desde Budapest el 8 de octubre de 1938, Sher-Gil les dijo a sus padres que había dejado el cuadro que llamaba "El desnudo de Indu" al congresista nacional indio y a su amigo Diwan Chaman Lall "para ver si podía dárselo a alguien, pero no estaba teniendo éxito".  En 1940, la pintura fue una de las seis de sus obras expuestas en la Exposición Amritsar de la Academia India de Bellas Artes, celebrada del 31 de octubre al 10 de noviembre, para recaudar fondos para el Fondo de Guerra. 
Ubicado en la Galería Nacional de Arte Moderno de Nueva Delhi, El sueño fue parte de la exposición de 2007 celebrada en la Tate Gallery de Londres. 
Según el estudioso Nikky-Guninder Kaur Singh, la pintura recuerda a la Olimpia de Édouard Manet. 